# 우티겐
우티겐(Uttigen)은 스위스 베른주 툰구에 있는 자치체이다. 2014년 1월 1일 키너스뤼티의 이전 시정촌은 우티겐 시로 합병되었다.

## 역사
우티겐은 894년에 Utingun으로 처음 언급되었다.

### 우티겐
이 지역에서 가장 오래된 정착의 흔적에는 정확한 연대를 알 수 없는 무덤과 로마 시대 별장으로 추정되는 것이 있다. 중세 초기의 여러 무덤도 발견되었다.
13세기까지 우티겐성은 현대 마을 위의 바위투성이 고원에 세워졌다. 큰 정방형 천수각은 도시와 높은 성벽으로 둘러싸여 있었다. 당시 우티겐성은 베른주에서 가장 큰 요새 중 하나였다. 우티겐성은 베른고원과 스위스고원 마을을 연결하는 주요 도로와 항해 가능한 강을 모두 통제했다. 1271년 폰 베덴스빌 남작은 운슈푸넨, 프루티겐 및 뮐리넨의 총독으로서 광대한 소유와 함께 성을 소유했다. 1285년 성 교회는 슈트레틀리거 연대기에서 툰 호수를 둘러싼 12개의 교회 중 하나로 언급되었다. 14세기에 폰 베덴스빌 가문이 죽고 폰 크램부르크 남작이 우티겐성과 마을을 물려받았다. 그들은 잠시 소유했다가 1355년에 하인리히 폰 레스티에게 넘겼다. 15세기에 성, 마을, 토지는 두 몫으로 나뉘었고, 부르크도르프의 폰 슈파이힝겐과 부르크도르프의 미헬 폰 슈베르치벤디가 각각 절반을 소유했다. 2개의 절반 주식은 1476-1521년 사이에 툰에 있는 병원에 의해 점차적으로 매입되거나 선물로 주어졌다. 1521년에 병원은 우티겐의 양쪽 절반을 위텐도르프와 결합하여 단일 법원을 형성했다. 1798년 프랑스 침공 이후 헬베티아 공화국 병원의 창설은 우티겐에 대한 통치권을 상실했다. 공화국의 붕괴와 1803년 〈중재법〉으로 마을은 세프티겐구의 일부가 되었다. 우티겐성은 버려진 채 쇠퇴했다.
마을 교회는 1536년 화재로 소실되었고, 재건되지 않았다. 화재 후 우티겐은 키르히도르프 교구의 일부가 되었지만, 마을 사람들은 묘지를 허가받은 1579년까지 변경 사항에 맞서 싸웠다.
1859년 베른-툰 철도는 작은 농촌 마을과 인근 도시를 연결하는 우티겐에 역을 열었다. 각각 1860년대와 1884년의 아레강과 출크강 수정 프로젝트는 새로운 농지를 개척하고, 마을을 홍수로부터 보호했다. 마을은 서서히 성장하기 시작했다. 성장은 1970년대에 우티겐 근처에 A6 고속도로 진입로가 건설되면서 가속화되었다. 21세기까지 그것은 툰 광역권의 일부였다. 2005년에 농업은 지자체에서 12%의 일자리를 제공한 반면 산업 및 상업은 45%를 제공했다. 초등학교와 중등학교가 지자체에 건설되었으며, 중등학생들은 위텐도르프에 학교에 다니고 있다.

### 키에너스뤼티
키에너스뤼티의 초기 역사에 대해 알려진 것은 거의 없다. 인근의 노플렌 마을이나 다른 소규모 농경사회에서 자라난 작은 농경공동체였을 것이다. 베른이 개신교 종교개혁의 새로운 신앙을 채택한 후, 그것은 아마도 이웃 마을들과 결합되어 제프티겐 지역의 겔터핑겐 또는 뮐레도르프의 법정이 되었을 것이다. 키르히도르프 교구의 일부였다. 일반적으로 인구가 100명 미만이지만 18세기부터 2014년까지 독립적인 시정촌이었다. 오늘날에도 여전히 소규모 농업 공동체이며, 노동력의 약 2/3가 인근 마을과 도시로 통근한다.

## 지리
합병 후 우티겐의 면적은 3.81k㎡이다. 합병 전에 우티겐의 면적은 3k㎡였다. 2012년 기준으로 총 1.41k㎡ (46.2%가 농업용으로 사용되는 반면 0.99k㎡ (32.5%가 삼림으로 사용된다. 나머지 시정촌은 0.55k㎡ (18.0%가 정착(건물 또는 도로), 0.06k㎡ (2.0%가 강 또는 호수이다.
같은 해에 산업 건물은 전체 면적의 2.0%, 주택과 건물은 10.2%, 교통 기반 시설은 4.3%를 차지했다. 삼림 지대는 모두 울창한 숲으로 덮여 있다. 농경지 중 30.5%는 작물 재배에 사용되며, 14.4%는 목초지로, 1.3%는 과수원이나 덩굴 작물에 사용된다. 시정촌의 모든 물은 흐르는 물이다.
2009년 12월 31일에 시정촌의 이전 구역인 제프티겐구가 해산되었다. 다음 날 2010년 1월 1일에 새로 생성된 툰구에 합류했다.

## 인구 통계
2020년 12월 기준, 우티겐의 인구는 2,153명이다. 2011년 기준으로 인구의 4.8%가 거주 외국인이다. 2010년부터 2011년까지 지난 1년 동안 인구는 2.3%의 비율로 변경되었다. 이민은 1.6%, 출생과 사망은 0.6%를 차지했다.
2000년 기준, 인구 대부분인 1,514명(96.2%)이 독일어를 모국어로 사용하고, 프랑스어는 11명(0.7%)으로 두 번째로 많이 사용하고, 영어는 10명(0.6%)으로 세 번째이다. 이탈리아어를 할 줄 아는 사람이 7명 있다.
2008년 기준으로 인구는 남성 48.9%, 여성 51.1%이다. 인구는 837명의 스위스 남성(인구의 46.4%)과 46명(2.5%)의 비스위스계 남성으로 구성되었다. 스위스 여성은 888명(49.2%), 비스위스계 여성은 33명(1.8%)이었다. 지자체의 인구 중 약 392명(24.9%)이 우티겐에서 태어나 2000년에 그곳에서 살았다. 같은 주에서 태어난 880명(55.9%)이 있었고, 166명(10.5%)가 스위스 다른 곳에서 태어났다. 89명(5.7%)이 스위스 이외의 지역에서 태어났다.
2011년 기준으로 아동·청소년(0~19세)이 23.9%, 성인(20~64세)이 61.9%, 노인(64세 이상)이 14.2%를 차지한다.
2000년 기준으로 시정촌에 미혼이거나, 독신인 사람은 672명이다. 기혼자는 750명, 미망인은 77명, 이혼한 사람은 75명이었다.
2010년 기준 1인 가구는 204가구, 5인 이상 가구는 49가구이다. 2000년 기준으로 영구임대된 아파트는 총 600채(전체의 92.4%)였으며, 성수기 아파트는 26채(4.0%), 공실은 23채(3.5%)였다. 2010년 기준 신규주택 건설률은 인구 1000명당 3.9세대이다. 2010년 시정촌 공실률은 0.25%였다. 2011년에 단독 주택은 시정촌 전체 주택의 62.2%를 차지했다.

### 역사적 인구
역사적 인구는 다음 차트에 나와 있다.

## 정치
2011년 연방 선거에서 가장 인기 있는 정당은 32.8%의 득표율을 기록한 스위스인민당(SVP) 이었다. 다음으로 가장 인기 있는 3개 정당은 사회민주당(SP) (15.9%), 보수민주당(BDP) (15.7%), 녹색당 (9.2%)이었다. 이번 연방 총선에서는 총 834표가 나왔고, 투표율은 59.3%였다.

## 경제
2011년 현재 우티겐의 실업률은 1.09%이다. 2008년 기준으로 시정촌에 고용된 사람은 총 258명이다. 이 중 1차 경제 부문에 23명이 고용되었고, 이 부문에 약 7개 기업이 참여했다. 2차 부문에는 124명이 고용되었고, 이 부문에는 25개의 기업이 있었다. 111명이 3차 부문에 고용되었으며, 이 부문에는 31개의 기업이 있다. 시정촌 주민은 900명 정도였으며, 그중 여성이 전체 노동력의 42.8%를 차지했다.
2008년에는 총 206개의 정규직에 상응하는 일자리가 있었다. 1차 부문의 일자리 수는 16개였으며, 모두 농업에 종사했다. 2차 부문의 일자리 수는 108개로 이 중 10개(9.3%)가 제조업, 22개(20.4%)가 광업, 63개(58.3%)가 건설업이었다. 3차 부문의 일자리 수는 82개였다. 3차 부문의 경우; 26개(31.7%는 도소매 또는 자동차 수리업, 4개(4.9%는 상품의 이동 및 보관, 1개는 호텔 또는 레스토랑, 2개(2.4%)는 정보 산업, 4개(4.9%)는 기술 전문가 또는 과학자, 13개(15.9%)는 교육 분야, 3개(3.7%)는 의료 분야에 있었다.
2000년 기준으로 시정촌으로 통근하는 근로자는 113명, 출퇴근하는 근로자는 698명이었다. 지자체는 근로자의 순수 수출국으로, 1명에 해당하는 근로자가 지자체를 떠나는 약 6.2명의 근로자가 있다. 총 202명의 근로자(시 전체 근로자 315명 중 64.1%)가 우티겐에 거주하거나 근무했다. 근로 인구의 25.8%가 출퇴근을 위해 대중교통을 이용했고, 51.2%가 자가용을 이용했다.
2011년 우티겐의 150,000 CHF를 버는 기혼 거주자의 평균 지방 및 주 세율은 12.1%인 반면 미혼 거주자의 세율은 17.8%였다. 같은 해 전체 주와 비교하면 전체 주의 평균 비율은 14.2%와 22.0%인 반면 전국 평균은 각각 12.3%와 21.1%였다.
2009년에 지자체에는 총 753명의 납세자가 있었다. 그중 292개가 연간 75,000CHF 이상을 벌었다. 1년에 15,000에서 20,000 사이를 버는 사람이 4명 있었다. 우티겐에 있는 75,000 CHF 이상 그룹의 평균 수입은 113,867 CHF인 반면, 스위스 전체의 평균은 130,478 CHF였다.
2011년에는 전체 인구의 1.8%가 정부로부터 직접적인 재정 지원을 받았다.

## 종교
2000년 인구 조사에서 1,205명(76.6%)이 스위스 개혁 교회에 속했고, 125명(7.9%)이 로마 가톨릭에 속했다. 나머지 인구 중 정교회 교인은 9명(0.57%), 크리스찬 가톨릭 교회 교인은 2명(0.13%), 99명이었다. 다른 기독교 교회에 속한 개인(약 6.29%). 이슬람교는 2명(0.13%)이었다. 불교도 3명, 힌두교 8명 다른 교회에 속한 2인이 있었다. 74명(4.70%)은 교회에 속하지 않았고, 불가지론자 또는 무신론자였으며, 45명(2.86%)이 질문에 대답하지 않았다.

## 교육
우티겐에서는 인구의 약 62.6%가 필수가 아닌 고등 교육을 이수했으며, 17.5%가 추가 고등 교육(대학 또는 응용학문대학)을 이수했다. 인구 조사에 나와 있는 어떤 형태의 고등 교육을 이수한 177명 중 83.1%가 스위스 남성이고, 13.0%가 스위스 여성이었다.
베른주의 학교 시스템은 1년의 의무 없는 유치원, 6년의 초등학교를 제공한다. 이후 3년 동안의 의무적 중학교 과정을 거쳐 학생들을 능력과 적성에 따라 구분한다. 중학교 이하 학생들은 추가 학교에 다니거나 견습생으로 들어갈 수 있다.
2011-12 학년도 동안 총 219명의 학생들이 우티겐의 수업에 참석했다. 시정촌에는 총 39명의 학생이 있는 2개의 유치원 수업이 있었다. 유치원생 중 10.3%는 스위스의 영주권 또는 임시 거주자(시민권 아님)였으며, 12.8%는 교실 언어와 다른 모국어를 사용한다. 지자체에는 8개의 초등 학급과 151명의 학생이 있었다. 초등학생 중 2.6%는 스위스의 영주권 또는 임시 거주자(시민권 아님)였으며, 4.6%는 교실 언어와 다른 모국어를 사용한다. 같은 해에 총 29명의 학생이 있는 2개의 중학교가 있었다.
2000년 현재, 시정촌의 모든 학교에 다니는 학생은 총 155명이다. 그중 154명은 시에서 거주하며, 학교를 다녔고, 한 학생은 다른 시에서 왔다. 같은 해에 76명의 주민들이 시외 학교에 다녔다.

## 교통

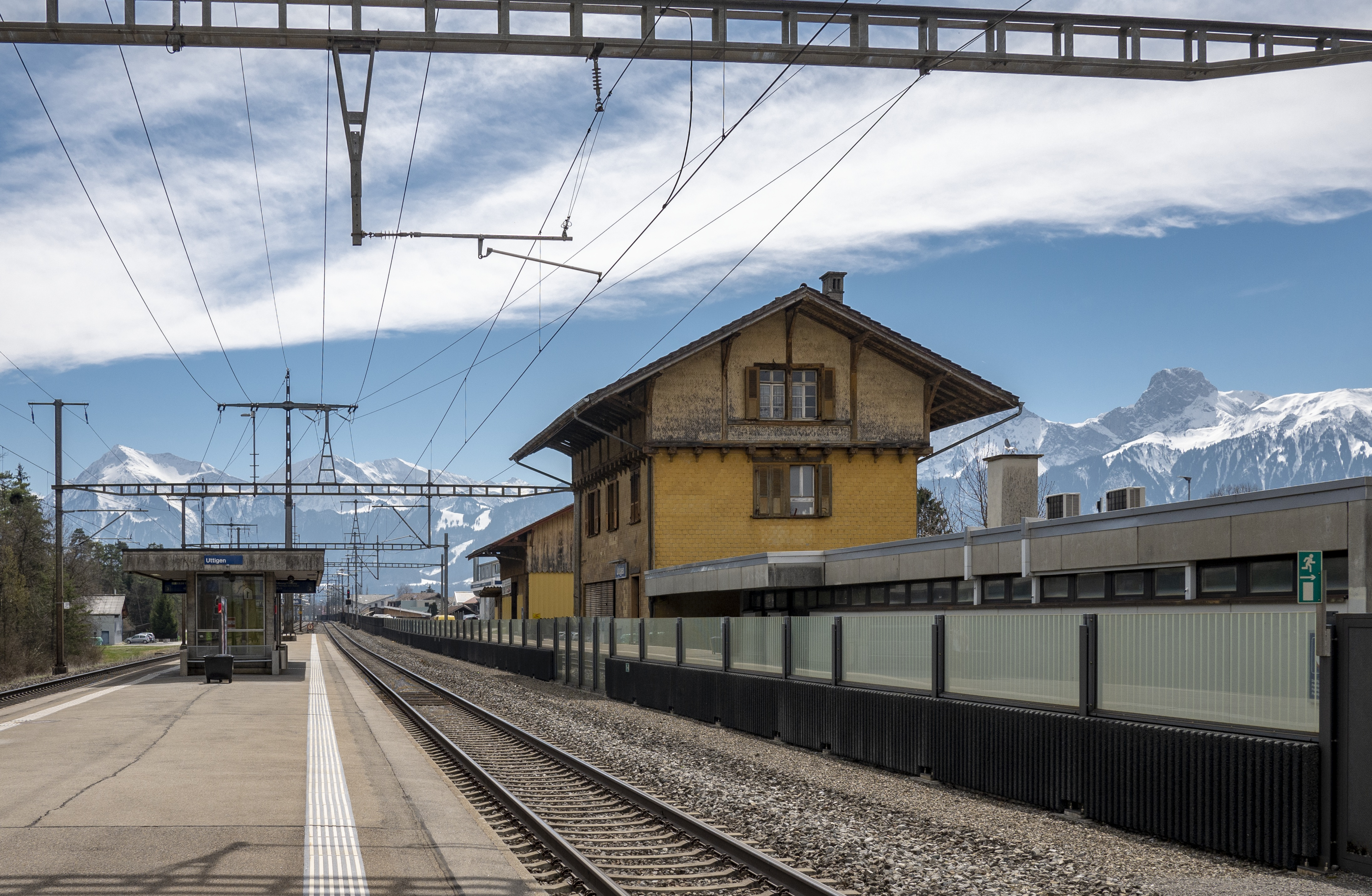
우티겐역

지자체는 좋은 교통 환경을 가지고 있다. 툰에서 키르히도르프(BE)까지 연결 도로에 있다. A6 고속도로(베른-툰)에 가장 가까운 연결은 시내 중심에서 약 3km 떨어져 있다. 1859년 7월 1일에는 베른에서 툰까지 철도가 우티겐역과 함께 개통되었고, 오늘날에는 툰과 베른으로 가는 기차가 30분 간격으로 운행된다.